# Эпоха (группа)
«Эпо́ха» — российская хеви-метал-группа, основанная в 2007 году в городе Электросталь. Отличительной чертой «Эпохи» является наличие двух вокалистов, что позволяет команде исполнять тексты в форме диалога.

## История
История группы берёт отсчёт с 11 сентября 2007 года. Группа «Эпоха» возникла путём слияния групп «Wоланд» и «Последний рассвет».
20 апреля 2008 года на лейбле MetalAgen вышел первый полноформатный альбом «Клеймо вечного долга».
11 сентября 2012 года на 5-летний юбилей группы состоялась презентация альбома «Молот ведьм», выпущенного лейблом Metalism Records.
12 декабря 2015 года на 35-летний юбилей Игоря Воланда увидел свет третий альбом группы под названием «Бес фанатизма», изданного лейблом Metalism Records.

## Состав

### Действующий состав
- Мак Лауд — вокал
- Игорь «Воланд» Коротышев — бас-гитара
- Петер Ович — гитара
- Асе Сеннов — гитара

### Администрация
- Михаил Нахимович — продюсер
- Игорь «Воланд» Коротышев — менеджмент

### Бывшие участники
- Сергей Дербышов — вокал
- Алексис — вокал
- Анна Романова — вокал
- Николай Смирнов — вокал
- Михаил Нахимович — вокал
- Алекс  Шутин — гитара
- Михалк Ович — гитара
- Игорь Стичъ — ударные
- Роман Панков — ударные
- Макс Мирт — ударные
- Сергей Бровкин — ударные
- Михаил Крон — клавишные (сессионно)
- Леонид Архипов — клавишные (студийно)

## Дискография
Студийные альбомы
- 2009 — «Клеймо вечного долга»
- 2012 — «Молот ведьм»
- 2015 — «Бес фанатизма»[2]

Мини-альбомы
- 2013 — Новая кровь (новое интро, старые песни в новом звучании и ремастеры каверов)

Синглы
- 2009 — Разговор с ангелом
- 2011 — Исповедь палача

Концертные альбомы
- 2009 — Мясо для Вас

Демо
- 2008 — Время

В сборниках
| Год  | Сборник                         | Песня       | Примечание                |
| ---- | ------------------------------- | ----------- | ------------------------- |
| 2011 | Mastersland.com — 10 лет в сети | Век металла | эксклюзивная версия песни |

Каверы песен
| №  | Название                           | Альбом                           | Год  | Автор          |
| -- | ---------------------------------- | -------------------------------- | ---- | -------------- |
| 1. | Fear (Страх)                       | Разговор с ангелом               | 2009 | Melancholy     |
| 1. | Fear (Страх)                       | Мясо для Вас                     | 2010 | Melancholy     |
| 2. | Ночь короче дня                    | A Tribute to Ария. XXV           | 2010 | Ария           |
| 2. | Ночь короче дня                    | Новая кровь                      | 2013 | Ария           |
| 3. | Песни о… (feat. С.Сергеев)         | A Tribute to Чёрный Обелиск. XXV | 2012 | Чёрный Обелиск |
| 3. | Песни о… (feat. С.Сергеев)         | Новая кровь                      | 2013 | Чёрный Обелиск |
| 4. | Только ты сам (feat. М.Сидоренко)  | A Tribute to Мастер. XXV         | 2013 | Мастер         |
| 4. | Только ты сам (feat. М.Сидоренко)  | Новая кровь                      | 2013 | Мастер         |
| 5. | Хранитель (feat. Михаил Нахимович) | Tribute to Маврин. Fifteen Years | 2013 | Маврин         |
| 5. | Хранитель (feat. Михаил Нахимович) | Новая кровь                      | 2013 | Маврин         |
| 6. | Симфония разрушения                | Таига LP                         | 2014 | Megadeth       |